# Wally Herger
Walter William "Wally" Herger, Jr., född 20 maj 1945 i Yuba City, Kalifornien, är en amerikansk republikansk politiker. Han representerade delstaten Kaliforniens andra distrikt i USA:s representanthus 1987–2013.
Hergers farfar var en schweizisk invandrare från kantonen Uri. Wally Herger växte upp på familjens ranch i Rio Oso. Han arbetade på familjeföretaget inom olje- och naturgasbranschen.
Kongressledamoten Eugene A. Chappie kandiderade inte till omval i kongressvalet 1986. Herger vann valet och efterträdde Chappie i representanthuset i januari 1987. Han omvaldes tolv gånger.
Herger är medlem av Jesu Kristi Kyrka av Sista Dagars Heliga. Han och hustrun Pamela har nio barn.